# The Last Time
Singles de The Rolling Stones
Little Red Rooster
(1964) (I Can't Get No) Satisfaction
(1965)
The Last Time est une chanson du groupe rock britannique The Rolling Stones. Ce fut le premier single écrit en collaboration par Mick Jagger et Keith Richards à atteindre la première place dans les meilleures ventes britanniques.

## Origine
Mick Jagger et Keith Richards ont écrit la chanson dans leur appartement londonien à la fin de l'année 1964. Pour le refrain, ils se sont fortement inspirés d'un gospel, This May Be The Last Time, enregistré en 1955 par les Staple Singers. Keith Richards l'explique : « Je pense que j'essayais de l'apprendre à la guitare pour choper les accords, en jouant avec le disque. » « La chanson était tombée dans l'oubli. La mélodie principale est différente et le riff de guitare n'y était pas. » Au bout d'un moment se dégage une nouvelle composition, assez éloignée du gospel d'origine. Les paroles sont adressées à une jeune femme qui fatigue depuis trop longtemps son petit ami, au point que celui-ci décide de la quitter.

## Enregistrement
Une première session a lieu aux Studios De Lane Lea de Londres le 11 et 12 janvier 1965 après la tournée de trois jours du groupe en Irlande, mais le résultat n'est pas satisfaisant. Le groupe décide donc de se rendre le 18 janvier 1965 au studio RCA à Los Angeles, là où il a enregistré certaines chanson de l'album The Rolling Stones No. 2 (sorti trois jours plus tôt) en novembre 1964. La chanson repose sur un riff qui est joué par Brian Jones, sur chaque couplet, tandis que Keith le seconde avec la guitare acoustique et un jeu solo au milieu, soutenus par la batterie de Charlie Watts qui frappe fort sur ses cymbales et la basse de Bill Wyman malheureusement enfouie dans le mix. Jack Nitzsche, arrangeur et musicien de studio, soutient le groupe au tambourin. Enfin, bien que le chant de Mick Jagger soit enregistré durant cette séance, celui-ci ne le trouve pas satisfaisant. Il retournera seul à ce studio pour réenregistrer son chant un mois plus tard jour pour jour après la tournée du groupe en Australie et en Nouvelle-Zélande, qui s'achève le 16 février à Singapour.

## Parution et réception
The Last Time sort en single via le label Decca le 26 février 1965 avec en face B Play with Fire, enregistrée après la face A le même jour au même studio. Le 4 mars, la chanson arrive en tête des classements singles au Royaume-Uni pendant trois semaines. Ce n'est que le troisième single n°1 des Rolling Stones, mais c'est le premier qui soit une composition originale, puisque les deux autres (It's All Over Now et Little Red Rooster) sont des reprises. C'est une étape importante dans l'histoire du groupe qui a prouvé qu'il peut désormais écrire ses propres chansons, même si The Last Time n'est pas la première. Avant cela, il faisait principalement des reprises, quelques improvisations de groupe crédités Nanker Phelge, et des premières compositions créditées Jagger/Richards principalement mineures et placées soit en face B des singles, soit pour combler les trous des premiers albums. Toutefois, The Last Time ne parait pas en  album, car il n'est pas courant au Royaume-Uni de mettre les chansons sorties en single dans l'album.
Aux États-Unis, le label américain London publie le single le 13 mars 1965 et atteint la neuvième place. Là-bas c'est le troisième single original du groupe après Tell Me et Heart of Stone qui est publiée (cette dernière reste inédite sur le territoire britannique pendant un an avant sa parution sur l'album Out of Our Heads). Les deux chansons du single paraissent quelques mois plus tard le 30 juillet 1965 sur l'album américain Out of Our Heads.

## Personnel
- Mick Jagger – chant, tambourine
- Keith Richards – guitares solo et rythmique, chœurs
- Brian Jones – guitares solo et rythmique
- Bill Wyman – basse
- Charlie Watts – batterie

## Reprises
En 1966, le producteur du groupe, Andrew Loog Oldham, réarrange la chanson en version orchestrale via son groupe Andrew Loog Oldham Orchestra. En 1997, le groupe The Verve sample cette version, avec autorisation, pour leur chanson Bitter Sweet Symphony. À peine sortie, elle rencontre un très grand succès dans au moins une vingtaine de pays et devient un incontournable de la pop-rock internationale. Mais la société ABKCO, propriétaire du catalogue des Rolling Stones de 1963 à 1971, accuse le groupe d'avoir abusé du sample et l'oblige à lui reverser la quasi-totalité des droits d'auteur, qui sont désormais partagés entre Mick Jagger, Keith Richards et Richard Ashcroft.
En 1967, après l'emprisonnement de Mick Jagger et de Keith Richards pour une affaire de drogues, les Who enregistrent un single composé de The Last Time et Under My Thumb en témoignage de leur soutien aux deux Rolling Stones. Le single est mis en vente une semaine plus tard, alors que les deux compères sont déjà libérés. Comme John Entwistle était en lune de miel, avec son accord, c'est Pete Townshend qui a joué la basse. Ce single disponible uniquement en Grande-Bretagne, s'est classé 44e dans les charts.
En 1965, Ronnie Bird chante une adaptation en français, sur des paroles de Claude Righi, intitulée Elle m'attend !.
Bob Azzam et son orchestre ont repris la chanson en 1968 sur l'album New Sounds.